# Caroline Martins
Caroline Aparecida Nogueira Martins (* 21. Januar 1992 in São Paulo) ist eine brasilianische Handballspielerin.

## Karriere

### Im Verein
Caroline Martins begann das Handballspielen in Brasilien bei Corinthians São Paulo. Danach zog es sie bis 2016 nach São Bernardo, wobei sie auch eine Saison in Rio de Janeiro spielte. 2016 ging sie nach Rumänien zu Dinamo Bukarest. Nach einer Saison wechselte sie weiter nach Norwegen zu Molde HK. Hier spielte sie bis 2020, wobei sie in der Saison 2018/19 ein halbes Jahr auch in Frankreich für Saint-Amand Handball spielte. In der Saison 2020/21 spielte sie für ein Jahr bei Rælingen HK und danach für zwei Jahre bei Fredrikstad BK. Im Sommer 2023 wechselte sie zum deutschen Bundesligisten BSV Sachsen Zwickau. In der Saison 2024/25 stand sie beim ungarischen Erstligisten Mosonmagyaróvári KC SE unter Vertrag. Anschließend schloss sie sich dem polnischen Erstligisten MKS Lublin an.

### In Auswahlmannschaften
Mit der brasilianischen Jugend-Nationalmannschaft gewann sie die Bronze-Medaille bei den Olympischen Jugend-Sommerspielen 2010 und nahm an der U18-Weltmeisterschaft 2010 teil. Weiter nahm sie mit der Juniorinnen-Nationalmannschaft an der U20-Weltmeisterschaft 2012 teil und belegte mit Brasilien den 12. Platz. Mit der A-Nationalmannschaft gewann sie die Süd- und zentralamerikanische Handballmeisterschaft 2021.

## Privat
Sie ist ausgebildete Physiotherapeutin.